# Rainer Brandner
Rainer Brandner (* 13. April 1944 in Kitzbühel) ist ein österreichischer Geologe und Paläontologe. Sein botanisches Autorenkürzel lautet „Brandner“. Rainer Brandner ist verheiratet und Vater zweier Söhne.

## Leben und Wirken
Rainer Brandner studierte an der Universität Innsbruck Geologie und Mineralogie.
1971 promovierte er zum Dr. phil. Geologie und arbeitete danach als Assistent am dortigen Institut für Geologie und Paläontologie.
Es folgten Forschungsaufenthalte im Ausland und später seine Habilitation für das Fach Geologie.
1988 folgte Brandner einem Ruf an die Universität Erlangen-Nürnberg.
1989 zog es ihn zurück nach Innsbruck, wo er einen Lehrstuhl bekleidete. Von 1996 bis 2008 war er Vorstand des Instituts für Geologie und Paläontologie. Am 30. September 2009 wurde Rainer Brandner in den Ruhestand versetzt.
Zu Beginn seiner wissenschaftlichen Arbeit befasste sich Brandner mit der Sedimentgeologie.
Ein weiteres Thema seiner Forschungsarbeit waren die fossilen Riffe und Becken im Kontext globaler Meeresspiegelschwankungen.
Rainer Brandner arbeitete weiterhin an der Erstellung der geologischen Übersichtskarte von Tirol. Im Verlauf dieser Arbeit wandte er sich der regionalen Geologie zu. Dieses Thema nimmt bis heute einen zentralen Platz in seinem Schaffen ein.
Weitere Forschungsfelder waren die ersten modernen Arbeiten zur Deckentektonik der Nördlichen Kalkalpen, in Zusammenarbeit mit dem bekannten Tektoniker Gerhard Eisbacher (Universität Karlsruhe), sowie Arbeiten zum „Global Change“ vor 250 Mio. Jahren.
Ein Verdienst Brandners ist die völlige Neuaufnahme und der Druck von drei geologischen Kartenblättern in den Dolomiten. An den vorbereitenden Arbeiten zum Bau des 55 km langen Brennerbasistunnels war Rainer Brandner mit einem Projekt zur geologischen Vorerkundung beteiligt.

## Werke
- mit Thilo Bechstädt: Karbonatische und klastische Sedimentation in Abhängigkeit zur synsedimentären Tektonik. Verhandlungen der Geologischen Bundesanstalt 1970, S. 545–548 (zobodat.at [PDF; 320 kB]).
- Tetrapodenfährten aus der unteren Mitteltrias der Südalpen. Veröff. Univ. Innsbruck, 86, Innsbruck 1973, S. 57–71
- Tektonisch kontrollierter Sedimentationsablauf im Ladin und Unterkarn der westlichen Nördlichen Kalkalpen. Geol.-Paläontol. Mitt. Innsbruck 008, 1978, S. 317–354 (zobodat.at [PDF; 3 MB]).
- mit A. Bosellini, Harald Lobitzer, Werner Resch, A. Castellarin: The Complex Basins of the Calcareous Alps and Palaeomargins. Abhandlungen der Geologischen Bundesanstalt in Wien 34, 1980, S. 287–324 (zobodat.at [PDF; 5,4 MB]).
- mit W. Resch: Collarecodium oenipuntanum n. g., n. sp. - eine neue Kalkalge aus dem Wettersteinkalk (Ladin-Cordevol; Trias) der Innsbrucker Nordkette, Tirol. Annal., 83, Wien 1980, S. 35–48 (zobodat.at [PDF; 6,7 MB]).
- mit Johann Georg Haditsch, Helfried Mostler: Beiträge zur vortertiären Pb-Zn-Cu-Metallogenese im Raum zwischen Rasht und Chalus (Alburs, Iran). Geol.-Paläontol. Mitt. Innsbruck 010, 1980, S. 257–285 (zobodat.at [PDF; 2 MB]).
- mit W. Resch: Reef development in the Ladinian and Cordevolian of the Northern Limestone Alps near Innsbruck, Austria. In: D. F. Toomey: European Fossil Reef Models. Soc. Econ. Paleontologists and Mineralogists, Spec. Publ. No 30, Tulsa 1981, S. 203–231
- Meeresspiegelschwankungen und Tektonik in der Trias der NW-Tethys. Jahrbuch der Kaiserlich-Königlichen Geologischen Reichsanstalt 126, 1983, S. 435 (zobodat.at [PDF; 4,5 MB]).
- mit Diethard Sanders: Bildungsmodell und Geschichte der Pb/Zn-Lagerstätten der westlichen Nördlichen Kalkalpen, Tirol. Geol.-Paläontol. Mitt. Innsbruck 016, 1989, S. 90–95 (zobodat.at [PDF; 693 kB]).
- mit Th. Brachert, Wolf-Christian Dullo: Rezente und triadische Riffhang-"Stromatolithe" (Rotes Meer/Südalpen). Geol.-Paläontol. Mitt. Innsbruck 016, 1989, S. 13–14 (zobodat.at [PDF; 172 kB]).
- mit A. Spieler: Vom jurassischen pull-apart-Becken zur Westüberschiebung der Achentaler Schubmasse (Tirol, Österreich). Geol.-Paläontol. Mitt. Innsbruck 016, 1989, S. 191–194 (zobodat.at [PDF; 336 kB]).
- mit Aymon Baud, Donato Antonio Donofrio: The Sefid Kuh Limestone: A Late Lower Triassic Carbonate Ramp (Aghdarband, NE-Iran). Abhandlungen der Geologischen Bundesanstalt in Wien 38, 1991, S. 111–123 (zobodat.at [PDF; 1,7 MB]).
- mit Gerhard Eisbacher: Role of high-angle faults during heteroaxial contraction, Inntal thrust sheet, Northern Calcareous Alps, western Austria. Geol.-Paläontol. Mitt. Innsbruck 020, 1995, S. 389–406 (zobodat.at [PDF; 2,1 MB]).
- mit Thomas Sausgruber: The Relevance of Brittle Fault Zones in Tunnel Construction - Lower Inn Valley Feeder Line North of the Brenner Base Tunnel, Tyrol, Austria. Austrian Journal of Earth Sciences 94, 2001, S. 157–172 (zobodat.at [PDF; 3,1 MB]).
- mit Donato Antonia Donofrio, Werner Poleschinski: Conodonten der Seefeld-Formation: ein Beitrag zur Bio- und Lithostratigraphie der Hauptdolomit-Plattform (Obertrias, westliche Nördliche Kalkalpen, Tirol). Geol.-Paläontol. Mitt. Innsbruck 026, 2003, S. 91–107 (zobodat.at [PDF; 829 kB]).
- mit Franz Reiter, Wolfgang A. Lenhardt: Indications for activity of the Brenner Normal Fault zone (Tyrol, Austria) from seismological and GPS data. Austrian Journal of Earth Sciences 97, 2004, S. 16–23 (zobodat.at [PDF; 2,8 MB]).
- mit Christian Zangerl, Christoph Prager, Ewald Brückl, Stefan Eder, Wolfgang Fellin, Ewald Tentschert, Gerhard Poscher, Helmut Schönlaub: Methodischer Leitfaden zur prozessorientierten Bearbeitung von Massenbewegungen. Geo.Alp 005, 2008, S. 1–51 (zobodat.at [PDF; 2,4 MB]).
- mit Franz Reiter, Andreas Töchterle: Überblick zu den Ergebnissen der geologischen Vorerkundung für den Brenner-Basistunnel. Geo.Alp 005, 2008, S. 165–174 (zobodat.at [PDF; 1,2 MB]).
- mit Micha Horacek, Lorenz Keim, Robert Scholger: The Pufels/Bulla road section: deciphering environmental changes across the permian-Triassic boundary to the Olenekian by integrated litho-, magneto- and isotope stratigraphy. A Field trip guide. Geo.Alp 006, 2009, S. 116–132 (zobodat.at [PDF; 2,6 MB]).
- mit Andreas Töchterle, Franz Reiter: Strain partitioning on major fault zones in the northwestern Tauern Window - insights from the investigations to the Brenner Base Tunnel. Austrian Journal of Earth Sciences 104_1, 2011, S. 15–35 (zobodat.at [PDF; 11,5 MB]).
- mit Lorenz Keim: A 4-day geological field trip in the western Dolomites. Geo.Alp 008, 2011, S. 76–118 (zobodat.at [PDF; 4,1 MB]).